# إلياس سعد
إلياس سعد (مواليد 27 ديسمبر 1999) هو لاعب كرة قدم محترف يلعب في مركز الجناح الأيسر مع نادي شتوتغارت سانت باولي في الدوري الألماني الدرجة الثانية (البوندسليغا 2). ولد في ألمانيا، ويمثل منتخب تونس لكرة القدم دوليًا، بعد أن كان سابقًا لاعبًا دوليًا في منتخب ألمانيا لكرة الصالات.

## المسيرة الاحترافية
وُلد إلياس سعد في منطقة فلهلمسبورغ بمدينة هامبورغ، وبدأ اللعب في فريق تحت 19 سنة لنادي بوكستهودر في عام 2017.
في عام 2019، انضم إلى فريق هامبورغ بانثرز لكرة الصالات في دوري كرة الصالات الألماني، وبرز كأصغر لاعب يُشارك مع منتخب ألمانيا لكرة الصالات.
كما شارك في كرة القدم مع نادي هاش، وهو فريق محلي في منطقة بارمبيك أولنهورست، في الدوري الهامبورغي الدرجة الخامسة (أوبرليغا هامبورغ)، حيث خاض 29 مباراة سجل خلالها 11 هدفًا وصنع 7 أهداف.
إلى جانب ممارسته كرة القدم للهواة في هامبورغ، درس إلياس سعد مهنة بائع الجملة والتجزئة.
في مارس 2021، وقع عقدًا يمتد لعامين مع نادي أينتراخت نورديرشتات 03 الذي يلعب في دوري الإقليم الشمالي (Oberliga Nord).
في الأول من ديسمبر 2022، أعلن نادي سانت باولي عن انضمام سعد إلى صفوفه في دوري الدرجة الثانية الألماني.
خاض أولى مبارياته مع سانت باولي في دوري الدرجة الثانية كبديل أمام نادي إينتراخت براونشفايغ في السادس عشر من أبريل 2023.
وسجل أول أهدافه في الدوري للنادي في الأسبوع التالي خلال مباراة الديربي ضد نادي هامبورغ.
وشارك في التشكيلة الأساسية لأول مرة مع سانت باولي في مباراة على أرضه أمام نادي أرمينيا بيليفيلد في الثلاثين من أبريل 2023.

## المسيرة الدولية
في أغسطس 2023، تلقى سعد أول استدعاء رسمي للانضمام إلى منتخب تونس لكرة القدم. وظهر لأول مرة في 26 مارس 2024 خلال مباراة ودية أمام منتخب نيوزيلندا.

## الحياة الشخصية
ولد سعد في ألمانيا وينحدر من أصول تونسية.

## إحصائيات المسيرة المهنية
آخر تحديث المباراة الأخيرة 27 أبريل 2024.
| النادي                 | الموسم                 | الدوري                                | الدوري    | الدوري  | كأس ألمانيا | كأس ألمانيا | الإجمالي  | الإجمالي |
| النادي                 | الموسم                 | الدرجة                                | المباريات | الأهداف | المباريات   | الأهداف     | المباريات | الأهداف  |
| ---------------------- | ---------------------- | ------------------------------------- | --------- | ------- | ----------- | ----------- | --------- | -------- |
| إتش إس في بارمبيك      | 2019–20                | دوري أوبيرليغا هامبورغ                | 24        | 10      | –           | –           | 24        | 10       |
| إتش إس في بارمبيك      | 2020–21                | دوري أوبيرليغا هامبورغ                | 6         | 3       | –           | –           | 6         | 3        |
| إتش إس في بارمبيك      | الإجمالي               | الإجمالي                              | 30        | 13      | –           | –           | 30        | 13       |
| آينتراخت نورديرستيدت   | 2021–22                | دوري الريجوناليغا نوردي مجموعة الشمال | 21        | 8       | 1           | 0           | 22        | 8        |
| آينتراخت نورديرستيدت   | 2022–23                | دوري الريجوناليغا نوردي               | 17        | 10      | –           | –           | 17        | 10       |
| آينتراخت نورديرستيدت   | الإجمالي               | الإجمالي                              | 38        | 18      | 1           | 0           | 39        | 18       |
| نادي سانت باولي        | 2022–23                | دوري الريجوناليغا نوردي               | 4         | 3       | –           | –           | 4         | 3        |
| نادي سانت باولي        | 2022–23                | الدوري الألماني الدرجة الثانية        | 7         | 2       | 0           | 0           | 7         | 2        |
| نادي سانت باولي        | 2023–24                | الدوري الألماني الدرجة الثانية        | 30        | 7       | 4           | 2           | 34        | 9        |
| نادي سانت باولي        | 2024–25                | الدوري الألماني الممتاز               | 18        | 3       | 1           | 0           | 19        | 3        |
| نادي سانت باولي        | الإجمالي               | الإجمالي                              | 55        | 12      | 5           | 2           | 60        | 14       |
| الإجمالي الكلي للمسيرة | الإجمالي الكلي للمسيرة | الإجمالي الكلي للمسيرة                | 127       | 46      | 6           | 2           | 133       | 48       |

## الجوائز
نادي إف سي سانت باولي
- الدوري الألماني الدرجة الثانية : 2023–24.